# Lidia Guțu
Lidia Guțu (* 10. August 1954 in Verejeni, Rajon Telenești, Moldauische SSR) ist eine moldauische Politikerin (AMN) sowie ehemalige Parlamentsabgeordnete, Ministerin und Botschafterin.

## Politik
Lidia Guțu ist Wirtschaftswissenschaftlerin und war zwischen 1990 und 1995 stellvertretende Finanzministerin. Anschließend arbeitete sie in der freien Wirtschaft. Im Kabinett von Dumitru Braghiș war sie von 1999 bis 2001 stellvertretende Ministerpräsidentin.
Nach der Parlamentswahl 2001 zog Guțu als Abgeordnete des Wahlblocks Allianz Braghi (BeAB) ins Parlament des Landes ein. Ihren Sitz verteidigte sie bei der Parlamentswahl 2005. 
Im März 2006 wurde Lidia Guțu zur außerordentlichen und bevollmächtigten Botschafterin der Republik Moldau in Rumänien ernannt. Nach den Wahldebakel der liberaldemokratischen Alianța Moldova Noastră (AMN) bei den Parlamentswahlen im April 2009 und Juli 2009 war ihre politische und diplomatische Karriere beendet.
| Personendaten    | Personendaten                                                   |
| ---------------- | --------------------------------------------------------------- |
| NAME             | Guțu, Lidia                                                     |
| KURZBESCHREIBUNG | moldauische Ministerin, Parlamentsabgeordnete und Botschafterin |
| GEBURTSDATUM     | 10. August 1954                                                 |
| GEBURTSORT       | Verejeni, Rajon Telenești, Moldauische SSR                      |